# Parigny-la-Rose
Parigny-la-Rose – miejscowość i gmina we Francji, w regionie Burgundia-Franche-Comté, w departamencie Nièvre.
Według danych na rok 1990, gminę zamieszkiwały 52 osoby, a gęstość zaludnienia wynosiła 6 osób/km² (wśród 2044 gmin Burgundii Parigny-la-Rose plasuje się na 858. miejscu pod względem liczby ludności, natomiast pod względem powierzchni na miejscu 1004.).